# Falaștoaca
Falaștoaca – wieś w Rumunii, w okręgu Giurgiu, w gminie Comana. W 2011 roku liczyła 980 mieszkańców.